# MyTravel Airways
MyTravel Airways – główna brytyjska czarterowa linia lotnicza z siedzibą w Rochdale, w Anglii. Głównymi bazami były Port lotniczy Manchester i Londyn-Gatwick.